# Телепнев-Оболенский, Фёдор Васильевич Лопата
Фёдор Васи́льевич Лопа́та Те́лепнев-Оболе́нский († июль 1530) — князь, воевода, дворецкий и боярин на службе у московского князя Василия III.
Второй сын Василия Васильевича Телепня Оболенского.

## Биография
Второй воевода передового полка в Великих Луках (1515), в том же году водил полк в Литву, к Полоцку и водил в Литву полк Левой руки. Второй воевода передового полка в Великих Луках (июнь 1517). Вместе с воеводой Иваном Ляцким повёл большое войско к Опочке, которая была осаждена литовскими войсками под командованием князя К. И. Острожского, литовского гетмана. Подойдя к Опочке, князь Оболенский разделил свой отряд на три части и атаковал противника с трёх направлений. Битва была выиграна, Острожский отступил, потеряв обоз и артиллерию.
Пожалован чином дворецкого (1519) и в июне того же года вместе с князем В. Шуйским водил полк правой руки из Стародуба в Литву. Пожалован в бояре (1519). Воевода в Стародубе (1520). Воевода в Кашире; участвовал в отражении нашествия крымских татар во главе с Мухаммед Гиреем, попал в плен и только на рязанской границе его за 600 или 700 рублей выкупил Образцов-Симский-Хабар (1521). Во время Казанского похода командовал передовым полком в судовой рати князя Ивана Бельского (1524). Присутствовал на свадьбе Василия III и Елены Глинской, ездил на коне государя (28 января 1526). Воевода в Кашире (1527), во время нашествия крымского царевича Ислам-Гирея привёл рать из Москвы и вместе с каширцами отбросил татар от Оки. Послан против крымских татар в Коломну (март 1529), позднее был воеводой в Ростиславле, напротив устья Осетра. Участвовал в походе на Казань в составе судовой рати, как первый воевода передового полка. Во время преследования казанского хана Сафа Гирея на его отряд внезапно напали черемисы и ранили воеводу. Скончался через три дня после ранения (16 июля 1530). Был похоронен в Иосифо-Волоцком монастыре.
Был женат на Ксении, от которой имел сына Василия Помяса и дочь Марию, выданную за князя Владимира Ивановича Воротынского.